# 静岡県道75号清水富士宮線
静岡県道75号清水富士宮線（しずおかけんどう75ごう しみずふじのみやせん）は、静岡県静岡市清水区から富士宮市に至る県道（主要地方道）である。

## 概要
静岡市清水区内の区間は管理主体が静岡県から静岡市に移管された。このため、静岡市独自の整備が行われるようになった。
目に見える部分では路肩にあるガードレールを順次新しいものに取り替えたり、国道と同じく500 mごとにキロポスト標識が設置される、などである。

### 路線データ
- 起点：静岡市清水区万世町（万世町交差点、国道149号交点）
- 終点：富士宮市猪之頭（猪之頭入口交差点、国道139号交点）
- 総延長：62.0 km

## 歴史
- 1993年（平成5年）5月11日 - 建設省から、県道小島大向清水線・県道逢坂芝川停車場線・県道上井出芝川線が清水富士宮線として主要地方道に指定される[2]。
- 1994年（平成6年）4月1日 - 認定[1]。
- 2012年（平成24年） - 尾崎バイパス第1工区（富士宮市内房地内）開通[3]。
- 2020年（令和2年）11月16日 - バイパス（庵原 - 伊佐布）について、静岡市清水区庵原町地内の部分開通により、国道1号静清バイパス庵原交差点から清水庵原球場付近までがつながる[4]。
- 2022年（令和4年）1月23日 - 尾崎バイパス第2工区（富士宮市内房地内）開通[3]。
- 2023年（令和5年）2月20日 - バイパス（庵原 - 伊佐布）について、清水庵原球場付近から清水いはらIC付近までが開通し、全線開通[5]。

## 路線状況

### 重複区間
- 国道52号（静岡市清水区但沼町・但沼交差点 - 静岡市清水区宍原）
- 静岡県道10号富士川身延線（富士宮市長貫）
- 国道469号（富士宮市大鹿窪 - 富士宮市下柚野）
- 国道469号（富士宮市精進川 - 富士宮市下条）
- 静岡県道414号富士富士宮線（富士宮市上井出）
- 静岡県道71号富士宮鳴沢線（富士宮市上井出 - 富士宮市人穴）

## 地理

### 通過する自治体
- 静岡市清水区
- 富士宮市

### 交差する道路

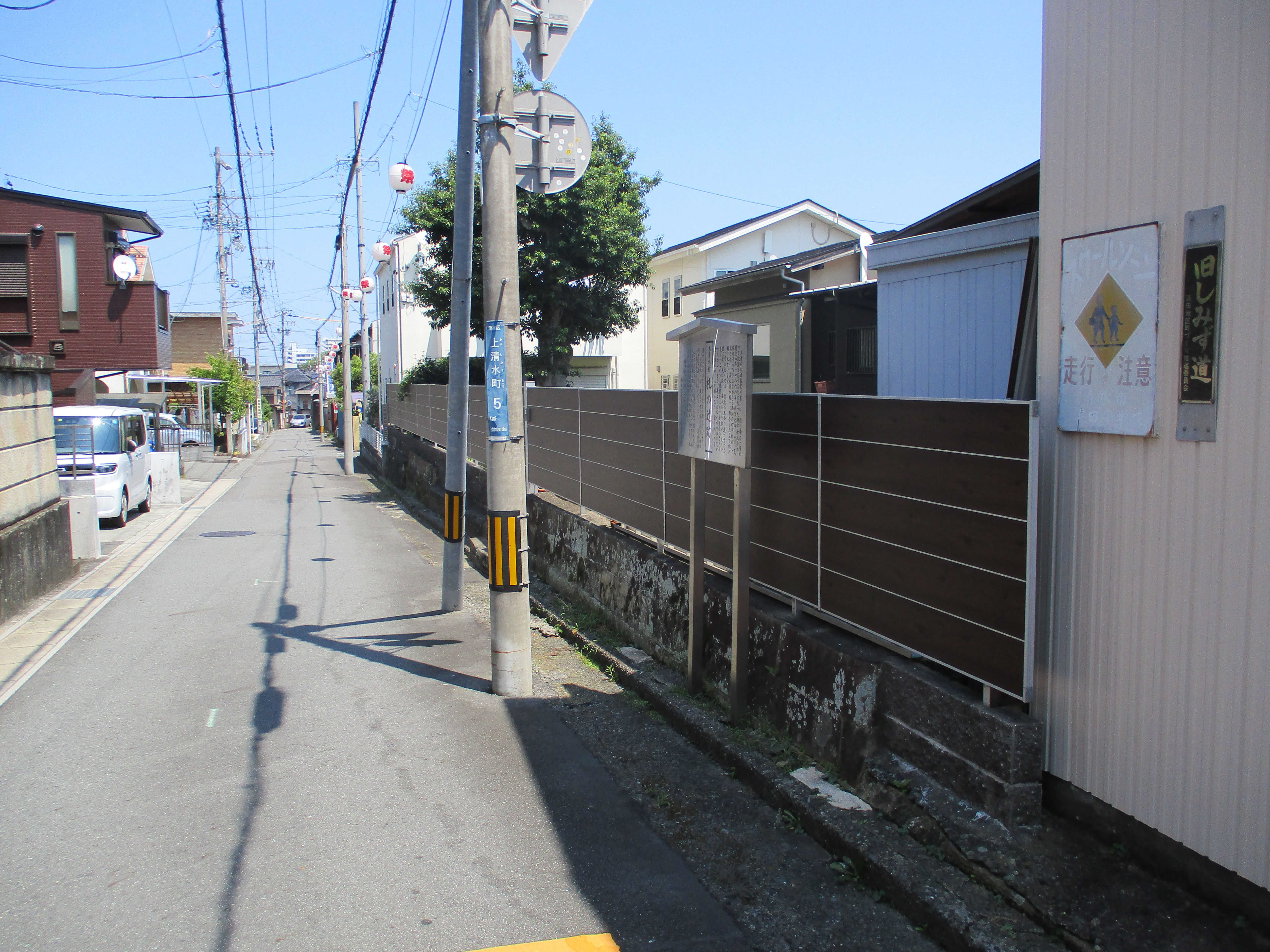
静岡市清水区上清水町。起点付近。

- 国道149号・静岡県道197号入江富士見線（静岡市清水区万世町・万世町交差点、起点）
- 静岡県道197号入江富士見線（静岡市清水区上）
- 静岡県道407号静岡草薙清水線（静岡市清水区入江岡町・入江岡町交差点）
- 国道1号（静岡県道54号清水停車場線 重複）（静岡市清水区大手・大手町交差点）
- 静岡県道75号清水富士宮線 バイパス・静岡県道338号清水インター線（静岡市清水区袖師町・神明橋交差点）

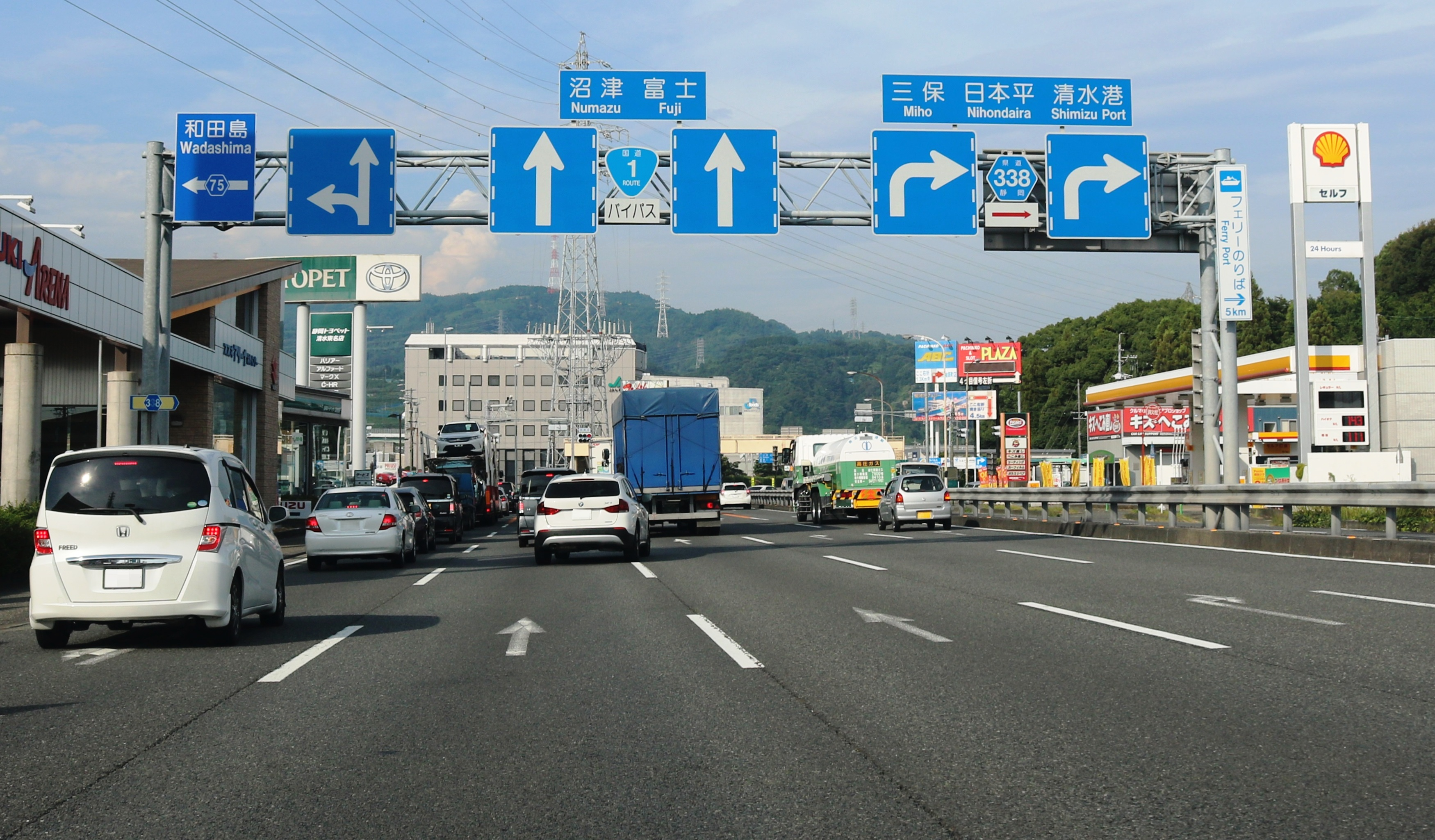
国道1号の静清バイパスの静岡県道75号清水富士宮線及び静岡県道338号清水インター線との「庵原」交差点、静岡市清水区庵原町にて

- 国道1号 静清バイパス（静岡市清水区庵原町・庵原交差点）
- 静岡県道196号大向福士線（静岡市清水区和田島）
- 静岡県道195号高瀬福士線（静岡市清水区清地）
- 国道52号（静岡市清水区但沼町・但沼交差点）
- 国道52号（静岡市清水区宍原）
- 静岡県道10号富士川身延線・静岡県道190号塩出尾崎線（富士宮市内房・尾崎北交差点）
- 静岡県道10号富士川身延線（富士宮市長貫）
- 静岡県道10号富士川身延線（富士宮市長貫）
- 静岡県道182号三沢富士宮線（富士宮市大鹿窪）
- 国道469号（富士宮市大鹿窪）
- 国道469号（富士宮市下柚野）
- 国道469号（富士宮市精進川）
- 国道469号（富士宮市下条）
- 静岡県道184号白糸富士宮線（富士宮市上条）
- 静岡県道414号富士富士宮線（富士宮市上井出）

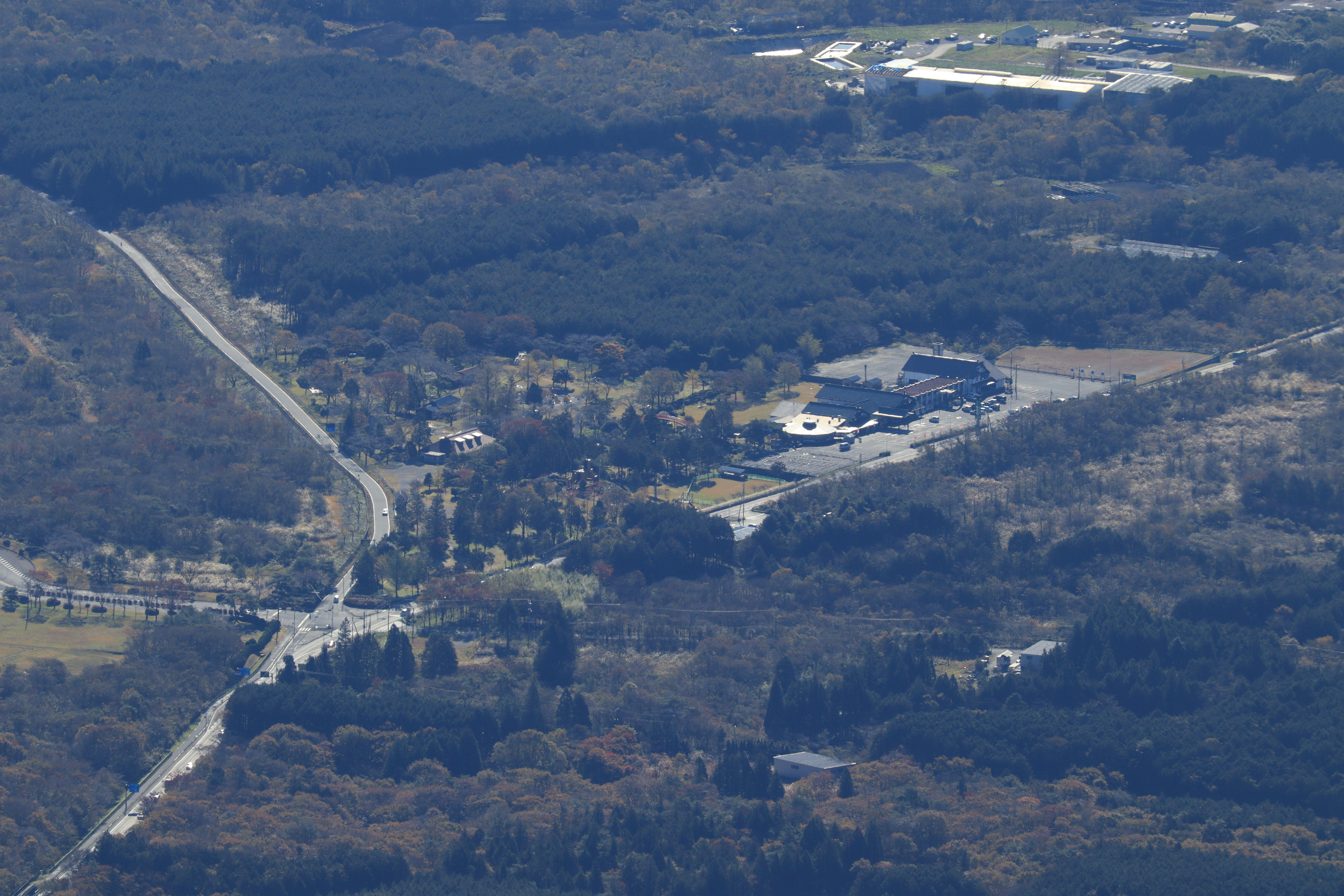
静岡県道75号清水富士宮線（左上）の終点となる国道139号（沿線にドライブインもちや）との猪之頭入口交差点、静岡県富士宮市

- 静岡県道71号富士宮鳴沢線・静岡県道72号富士白糸滝公園線・静岡県道414号富士富士宮線（富士宮市上井出）

- 静岡県道71号富士宮鳴沢線（富士宮市人穴）
- 国道139号（富士宮市猪之頭・猪之頭入口交差点、終点）

バイパス
- 静岡県道75号清水富士宮線・静岡県道338号清水インター線（静岡市清水区袖師町・神明橋交差点）
- 国道1号 静清バイパス（静岡市清水区庵原町・庵原交差点）

### 沿線

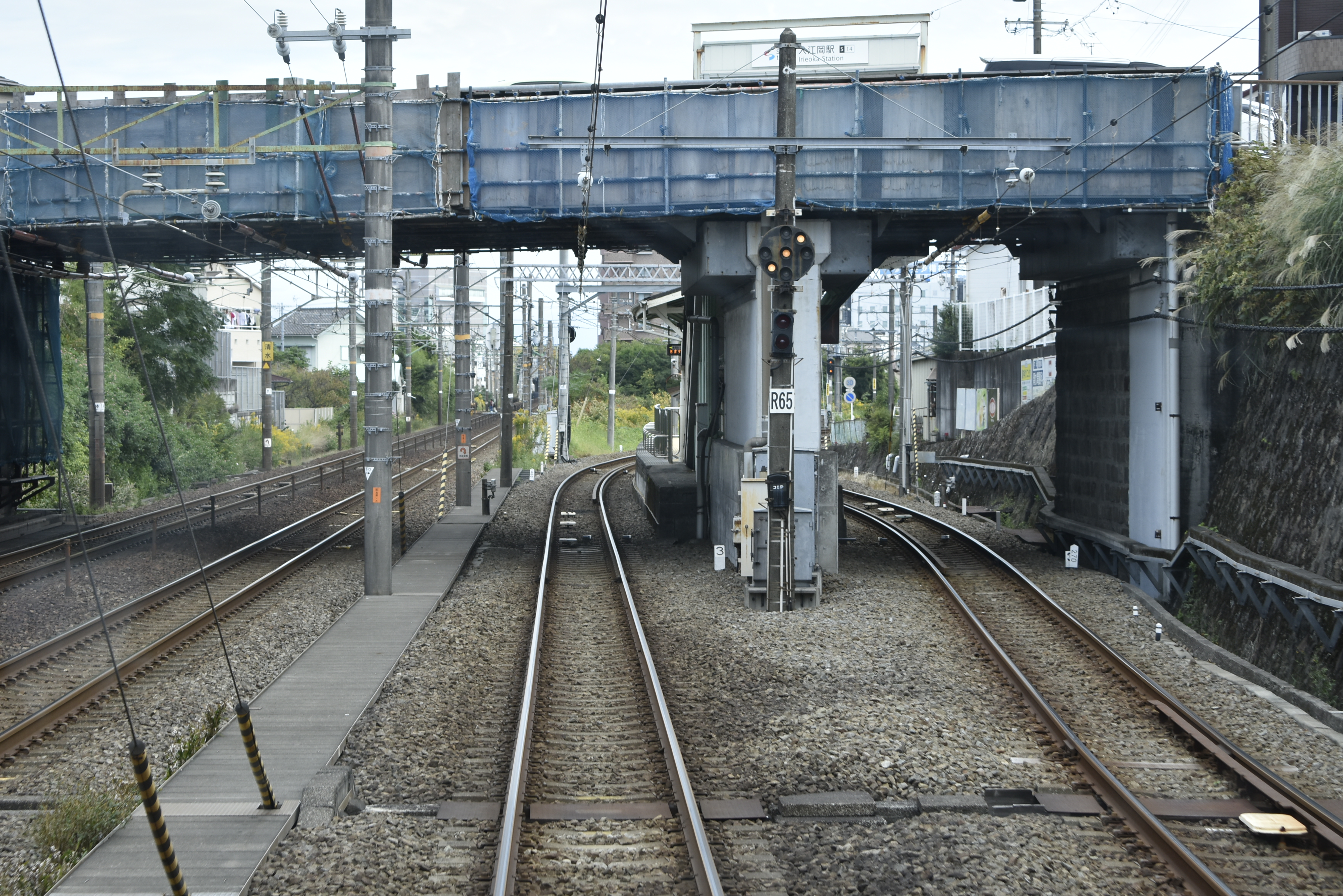
入江岡駅の駅舎は県道の跨線橋にくっついており、ホームは階段を降りた先にある

- 清水銀行本店
- なすび総本店
- 静岡鉄道静岡清水線入江岡駅
- 静岡市立清水江尻小学校
- 静岡市立清水庵原小学校
- 静岡市清水庵原球場
- 清水ジャンクション
- 静岡市立清水両河内中学校
- 静岡市立清水和田島小学校
- 富士宮市立内房小学校
- 富士宮市立芝川中学校
- 富士宮市立芝富小学校
- 朝霧ジャンボリーゴルフクラブ